# Heròon de Corfú
El Temple d'Hera o Heròon és un temple arcaic de Corfú, a Grècia, construït al voltant de l'any 610 abans de la nostra era a l'antiga ciutat de Còrcira, en el que hui és Palaiòpolis, i es troba dins del terreny de la finca de Mon Repos. El santuari d'Hera en Mon Repos es considera un temple important, un dels primers exemples de l'arquitectura grega arcaica.
Grans figures de terracota, com ara lleons, gòrgones i donzelles de daidales creades i pintades amb colors vius per artesans inspirats en les tradicions dels mites de tota la Mediterrània decoraven la teulada del temple, un dels temples més intricadament adornats de la Grècia arcaica i el projecte de construcció de teulades més ambiciós de la seua època. Alçat al cim del turó d'Analipsis, el Temple d'Hera era molt visible per als vaixells que s'acostaven al moll de l'antiga ciutat de Còrcira.

## Ubicació
El Temple d'Hera és en els límits occidentals de Mon Repos, a prop del Temple de Kardaki, al nord-oest. És a uns 700 m al sud-est del Temple d'Àrtemis de Corfú.

## Descobriment
Després del descobriment de capitells de columnes dòriques en uns treballs d'una carretera del turó d'Analipsis, l'arqueòleg alemany Wilhelm Dörpfeld va visitar la zona al 1914 i, durant un breu període, hi feu excavacions per al Deutsches Archäologisches Institut. Molt més tard, els arqueòlegs grecs Giorgos Dontas i Petros Kalligas, contractats pel Servei Arqueològic Grec, van iniciar excavacions al juliol del 1962, que acabaren al 1967. Els arqueòlegs van publicar 7 informes amb els seus descobriments.
Els arqueòlegs grecs reobriren les excavacions de Dörpfeld i van ampliar les zones circumdants. Observaren que les restes del temple havien estat saquejades durant l'època romana d'Orient o veneciana i que no restaven ruïnes al cim del pujol d'Analipsis, on era el temple. L'estratigrafia de la zona havia quedat alterada. S'hi trobaren, però, restes d'un mur perimètric que envoltava el períbol de l'antic temple i que tenia una alçada considerable en alguns trams. Una carretera construïda en època moderna havia destruït els flancs occidental i meridional del temple. Al nord-oest, les excavacions es van veure afectades per un dens creixement vegetal.

## Evolució
Les excavacions dels arqueòlegs grecs es van dur a terme en la major part de la zona del temple i els fragments arquitectònics que hi trobaren es conserven al Museu Arqueològic de Corfú. S'hi va descobrir que a principis del segle VII ae ja existia un santuari i que a la fi d'aquest segle vii s'havia construït un edifici més gran amb estructures auxiliars i un períbols. Un gran incendi va destruir el temple en el segle V ae, però el santuari es va reconstruir i ampliar, i en el segle v ae s'hi va construir un nou temple, que va ser completament destruït durant els períodes venecià i romà d'Orient per saquejar-hi les pedres, per a material de construcció.

## Arquitectura
El Santuari d'Hera de Mon Repos es considera un temple important, un dels primers exemples de l'arquitectura grega arcaica.(3)
Grans figures de terracota, com a ara lleons, gorgoneus i donzelles de daidales, creades i pintades amb vius colors decoraven la teulada del temple, un dels temples més intricadament adornats de la Grècia arcaica i el projecte de construcció de teulades més ambiciós de l'època. Els elements dels lleons eren teules del geison que sobreeixien de les parets amb assortidors d'aigua en la boca del lleó per a drenar la teulada.
El projecte Digital Archaic Heraion at Mon Repos és un projecte que ha digitalitzat els fragments arquitectònics trobats a l'Heròon de Corfú per tal de reconstruir en 3D el temple de Palaiòpolis en l'espai virtual.

## Galeria

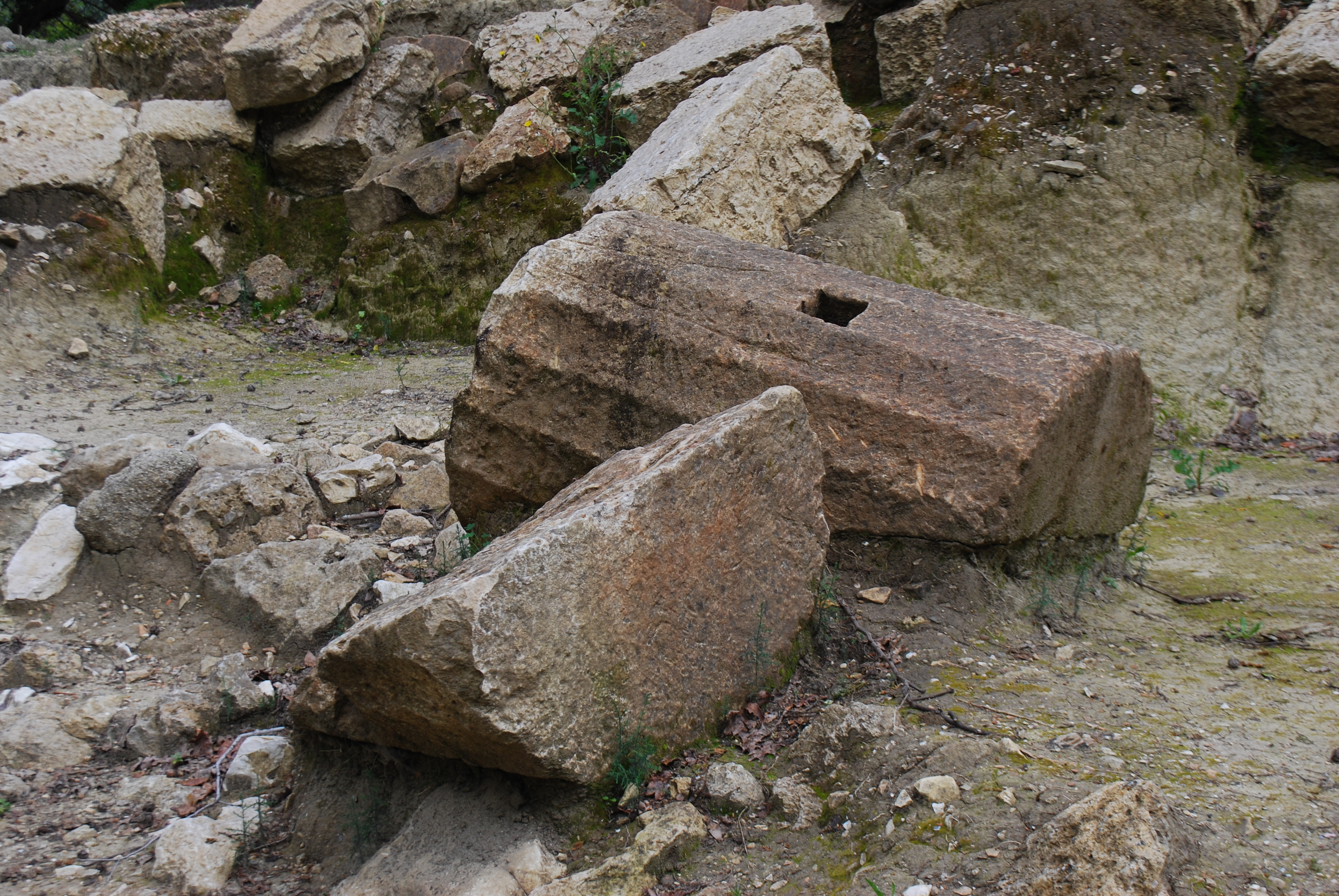
Fragments de columnes
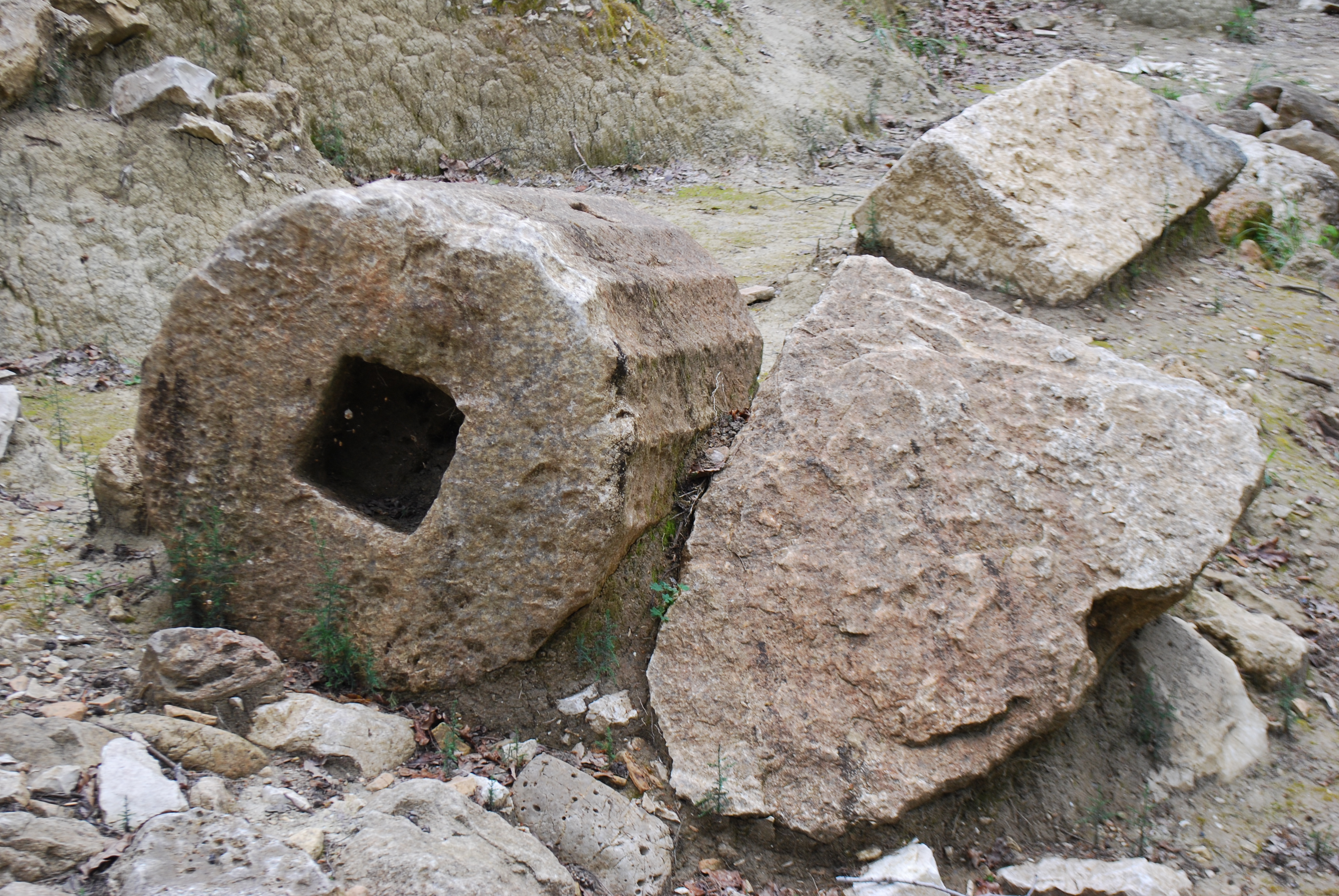
Fragments de columnes
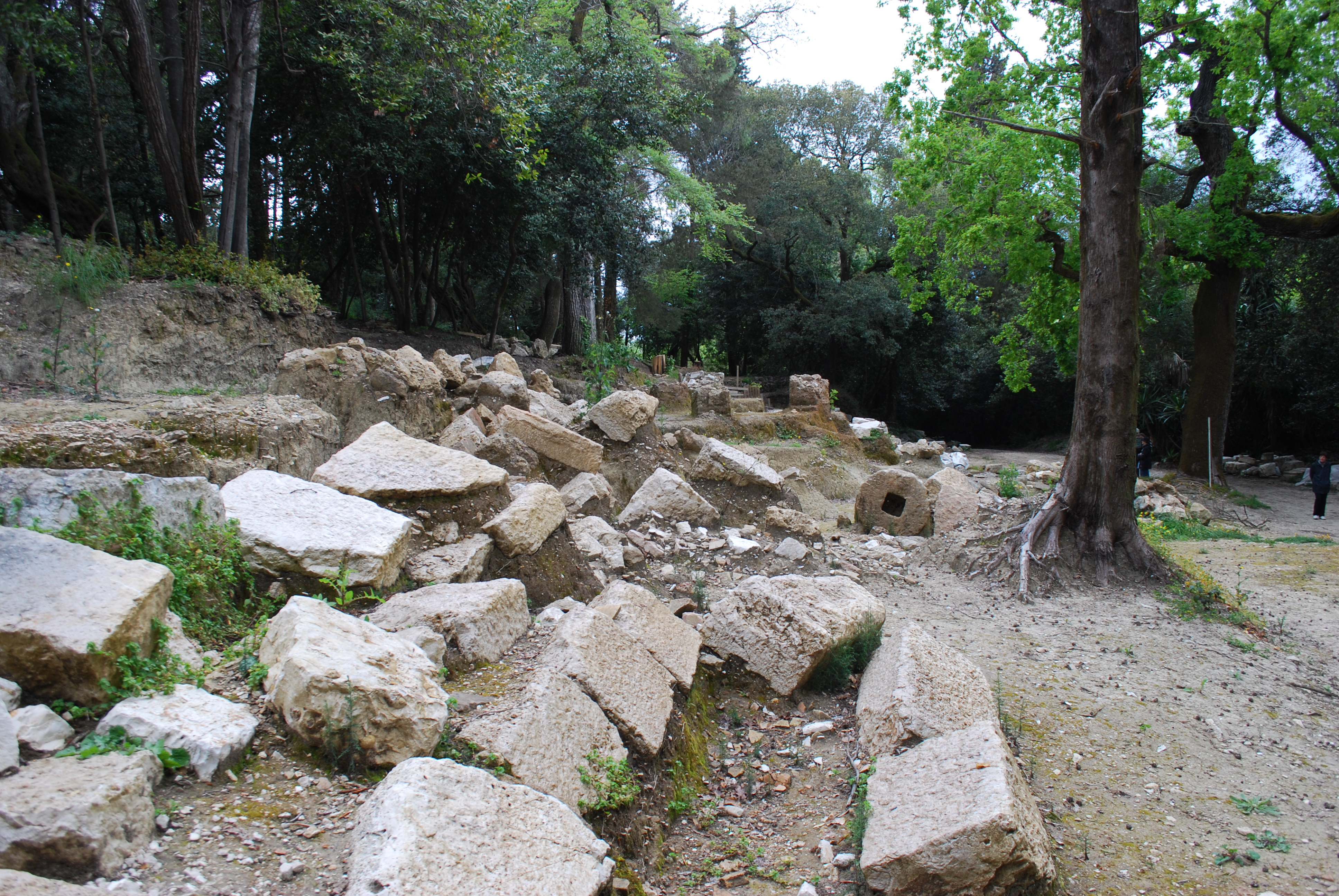
Ruïnes del mur perimetral
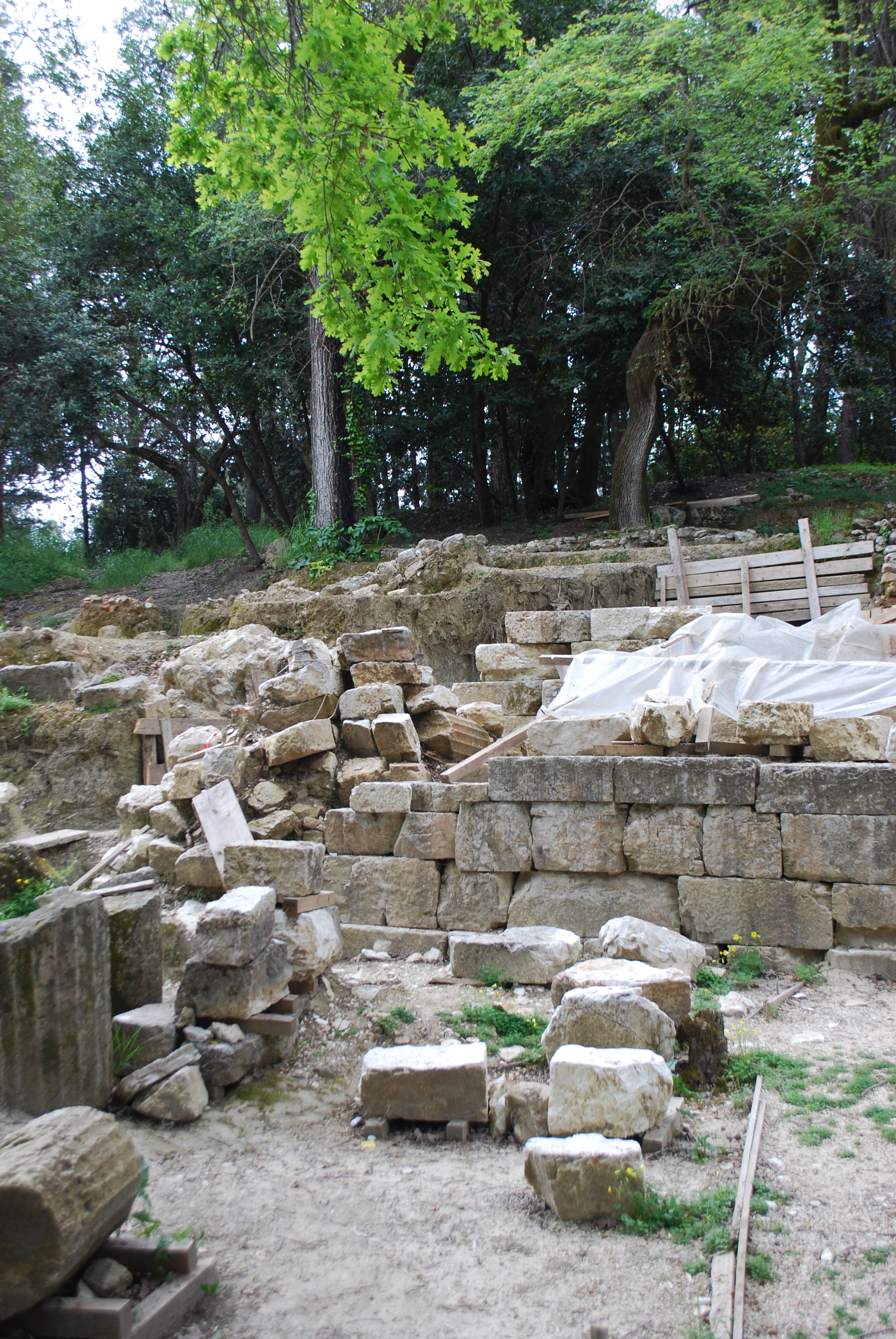
Ruïnes del mur perimetral